# New Baltimore, Pennsylvania
New Baltimore là một thị trấn thuộc quận Somerset, tiểu bang Pennsylvania, Hoa Kỳ. Năm 2010, dân số của thị trấn này là 180 người.